# Eine lange Nacht
Eine lange Nacht ist der Titel eines 2000 publizierten Romans des deutschen Schriftstellers Martin Mosebach.

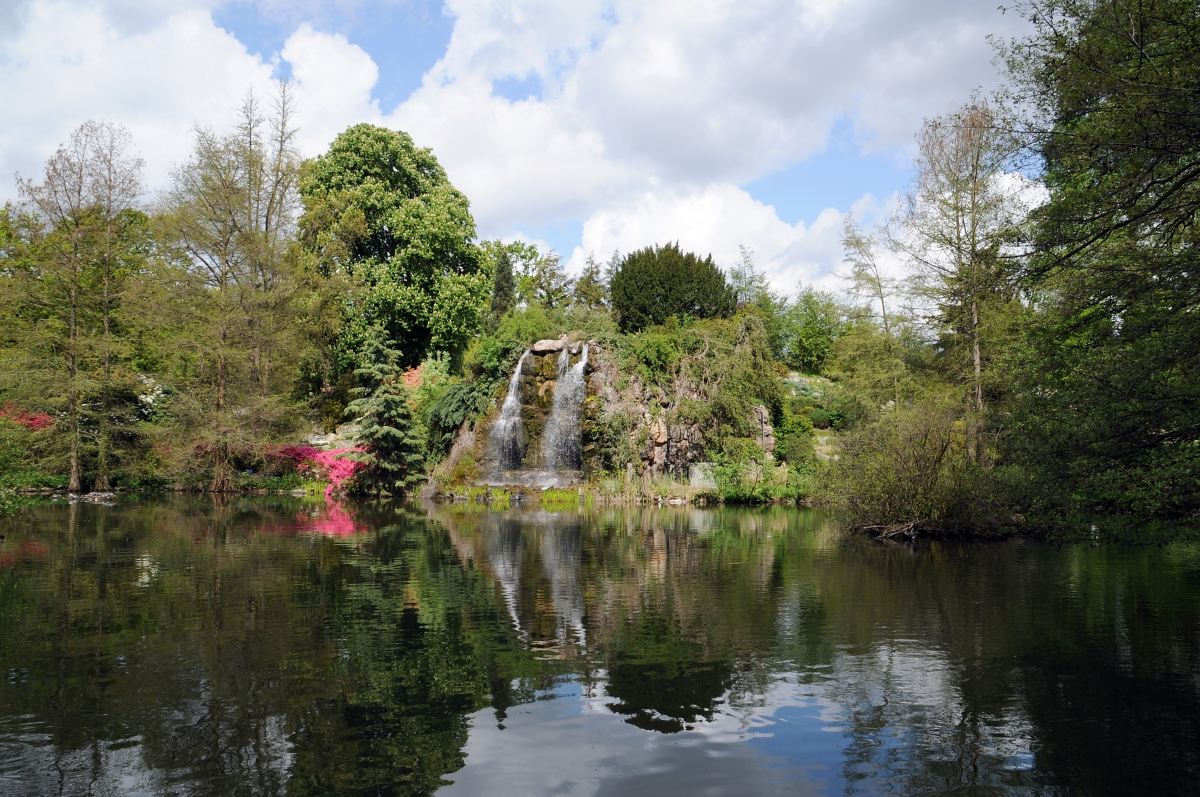
Ludwig träumt vom Palmengarten als dem „irdischen Paradies“, dem „Land seiner Kindheit […] [und] Höhepunkt seines Kinderglücks“: „[A]lle Erscheinungsformen des Lebens haben sich damals aus dem Palmengarten heraus entwickelt“, bis hier der Garten Eden entstand, in dem der „einzige Mensch der Welt […] Beschäftigung und Unterhaltung mit den Tieren des Parks“ hatte und „am Rand des Palmengartenweihers […] sein Spiegelbild [betrachtete]“.

## Handlungsverlauf
Der in Frankfurt spielende Roman erzählt die Beziehungsgeschichte von Ludwig Drais und Bella Lopez und entfaltet ein Bild des erodierten Bildungsbürgertums nach den 1960er-Jahren im Spannungsfeld der Generationen zwischen Lebensträumen und Pragmatismus.

### Erstes Kapitel: Gründerzeit
Der 27-jährige Ludwig Drais hat sein Juristen-Examen nicht bestanden und sucht nun nach einer beruflichen Tätigkeit. Das, allerdings unsignierte, Gemälde Liebermanns „Strand bei Zingst“ gibt den Anstoß, es einmal als Kunsthändler zu versuchen. Bisher war niemand am Kauf interessiert, weil, wie seine Zimmerwirtin Frau von Schenkendorff ihm erzählt, dem Maler sein noch nicht vollendetes Werk in den Sand gefallen sei und dieser sich an einigen Stellen in die frische Ölfarbe eingedrückt habe. In dem Bild komme „[d]ie ganze Vergeblichkeit, im Freien zu malen […] zum Ausdruck“. Deshalb will sie es ihrem Mieter für 2000 Mark überlassen. Drais sieht darin die Möglichkeit, viel Geld zu verdienen, und sucht sogleich zum Aufbau des Geschäfts eine Sekretärin.
Die Unverkäuflichkeit des Bildes muss er bei zwei Versuchen erleben. Er besucht das mit seiner Mutter bekannte Ehepaar van Twillebeeckx. Der Mann ist Jurist und unternahm gerade im Auftrag der Industrie- und Handelskammer im Rahmen eines Projekts »Begegnung mit den europäischen, amerikanischen und asiatischen Partnern« eine Reise nach Pakistan. Dem Baumwollhändler Mr. Khan gegenüber ist er in der Pflicht, ihm „einen Mann in Deutschland, der sein Geschäft […] ankurbelt[]“ zu vermitteln. Da van Twillebeeckx dies als „hoffnungsloses Unterfangen“ einschätzt und die Sache schnell abschließen will, drängt er diese Aufgabe dem unerfahrenen Besucher auf und organisiert für ihn einen Kontakt. Am Liebermann ist er dagegen nicht interessiert.
Ludwigs zweite Bemühung bei einem in einer Villa im Holzhausenviertel wohnenden Rechtsanwalt, der ihm einmal angeboten hat, er könne nach dem Examen für ihn arbeiten, verläuft ähnlich. Anstelle über das Bild zu verhandeln erzählt er ihm die groteske Geschichte seiner Ehe. Seine zu Hause unzufriedene Gemahlin findet inzwischen ihre Erfüllung als Lokomotivführerin eines Bähnchens im Palmengarten. Nach dem Tod des Bootsverleihers, in dessen Schweizer Haus sie während der Dienstreisen ihres verständnisvollen Mannes gelegentlich übernachtete, übernimmt sie auch dessen Aufgaben, wobei sie der Rechtsanwalt unterstützt.

### Zweites Kapitel: Ein Tag von sechsunddreißig Stunden

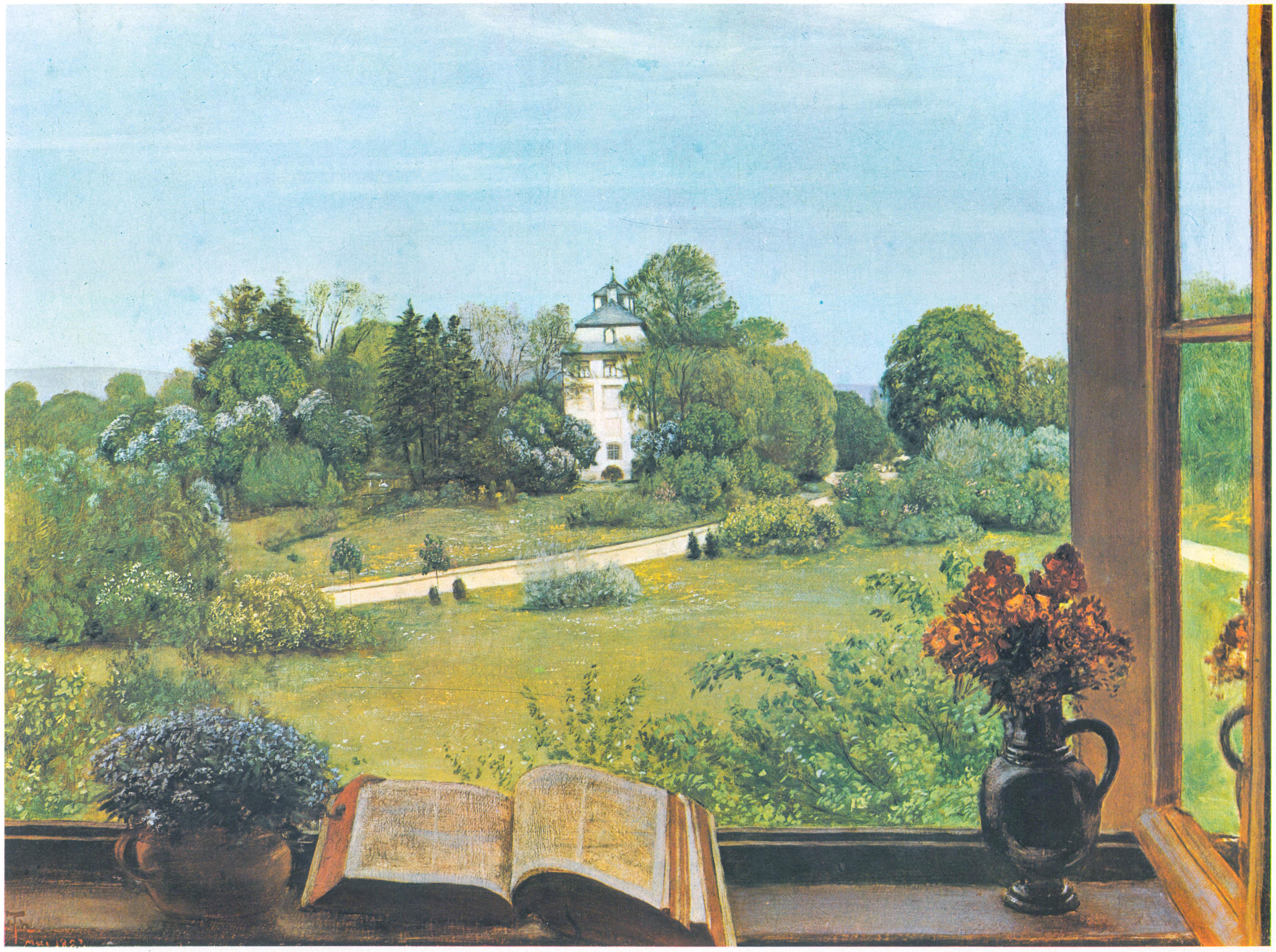
Ludwig besucht Frau Rüsing, eine Bekannte seiner Mutter, in ihrer Wohnung in einem kahlen Mietshaus in der Nähe des Holzhausenschlösschens, das „Hans Thoma [im Mai 1883] aus dem Fenster [seiner Wohnung] in der Lersnerstraße gemalt“ hat.

Ludwig gibt nach diesen Erfahrungen sein Vorhaben auf, Kunsthändler zu werden, und akzeptiert Twillebeeckx’ Vorschlag. Für Mr. Khan führt er die Firma »Nephew & Nephew Europe« Mit seiner Sekretärin Bella Lopez und deren Mann Fidi richtet er im Keller eines Bürohauses am zersiedelten Rand der Großstadt ein Büro mit Lager für billige Textilien ein.
Ludwig sucht nun Geldgeber für sein Firmenstammkapital. Als erste besucht er Frau Rüsing, eine Bekannte seiner Mutter. Sie erzählt ihm weit ausholend ihre Lebensgeschichte und ihre, offenbar nicht uneigennützige, Unterstützung junger Männer, vorwiegend Gehilfen einer Buchhandlung, denen sie Märchennamen wie Prinz Kuckuck gibt. Sein Zuhören lohnt sich, sie leiht ihm am Ende dreitausend Mark. Ebenso viel erhält er von seinem ehemaligen Kommilitonen, dem Rechtsanwalt Bruno Hütte, der nachmittags von der Gaststätte »Zum Purzelbaum« aus die Geschäfte seiner Kanzlei führt.
Bella entfaltet sich als Ideengeberin und Organisatorin. Sie vermittelt Ludwig die neue Verkaufsstrategie für Wegwerfartikel und bereitet die Besprechung mit Mr. Kahn vor, gewissermaßen die erste Bewährungsprobe. Fidi holt den Fabrikanten vom Flughafen ab. „Es [ist] alles so gekommen, wie Ludwig sich das vorgestellt hat[], ohne dass er mit einem einzigen Wort dazu hat[] beitragen müssen.“ Der misstrauische pakistanische Chef befragt seine Angestellten gezielt über ihre Aktivitäten, er hört sich zwar die Vorschläge an, trifft aber selbst die Entscheidungen, gibt Anweisungen, die auszuführen sind, und kündigt seine nächste Visite an. Dann bringt ihn Bella ins Hotel. Nach ihrer Rückkehr wirft sie Ludwig zornig zwei Taxiquittungen ins Gesicht. Sie beschwert sich über Belästigungen, die sie aus geschäftlichen Rücksichten nicht zurückgewiesen habe.

### Drittels Kapitel »Zores«

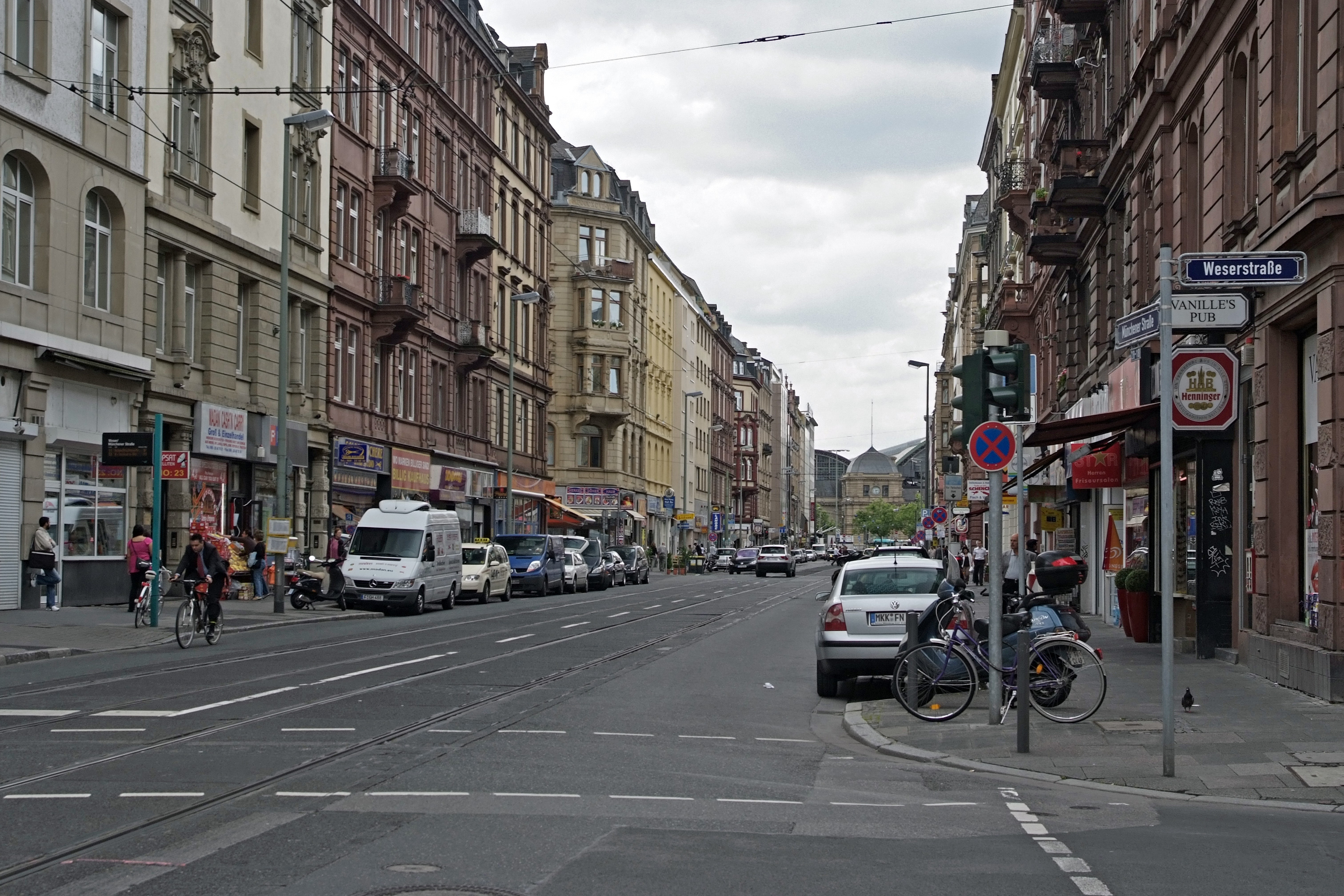
Im Flimmern der Nachmittagshitze entdeckt der Protagonist die Ästhetik der „vom Backofenwind leergefegten“ Straße. „Der Abschluß der langen hohen Häuserfronten, das Seitenschiff des Hauptbahnhofs mit seinem runden verglasten Sandsteingiebel, hätte jetzt eine südliche Markthalle sein können.[…] Ludwig sah die Münchener Straße auf einmal wie ein Maler“.

Ludwig bezieht nach erfolgreichen Geschäftsabschlüssen mit Wellerskamp in Aachen, die seine Firma über das erste Jahr retten, seine erste Wohnung in einem Mietshaus im Holzhausenviertel. In seinem Kellerraum dürfen sich Fidi und Bella einquartieren. Neidisch schaut er abends aus seinem Dachzimmer zu ihrem Souterrainfenster mit dem verknoteten roten Vorhang hinunter, der sich schließlich löst und den „traulichen Guckkasten“ [verbirgt], und träumt sich in die Rolle des Liebhabers hinein.
Im Büro hat seine Mitarbeiterin den Überblick und lässt sich Visitenkarten mit dem Titel „Assistant Director“ drucken. „Neuerdings reist[] sie sogar für die Firma“, um das „Kanadische[] Holzfällerhemd“ Herrn Wezcerek in Fürth zu präsentieren.
Wie im zweiten Kapitel verfolgt man an einem Tag Ludwigs Wege durch die Stadt und seine Besuche beim kranken Vater, der jetzt vom arbeitslosen Bruder Hermann gepflegt wird, bei Bellas Mutter und Herrn Koschatzki.
Erna Klobig, Bellas Mutter, wohnt im Bahnhofsviertel. Sie hat Ludwig dringend zu sich bestellt, um sich juristisch beraten zu lassen, denn in allen Aldi-Filialen wurde ihr Hausverbot erteilt, „weil sie zweimal etwas hat[] mitgehen lassen.“ Sie erzählt dem Chef der Tochter ihre für die 68er Generation nicht untypische wechselhafte Lebensgeschichte als Bohèmien.
Ernst Walter Koschatzki ist einer seiner Gläubiger, der ihm zweitausend Mark für seine geplante Geschäftsreise nach Pakistan geliehen hat. Ludwig kennt den „Zeitkritiker“, „politische[n] Analysator“ und „Deutsche[n] in Nachkriegsdeutschland“ durch seine Eltern seit seiner Kindheit, als dieser seine Essays in der Rundfunkreihe »Vom Geist der Zeit« vorlas. Nun sorgt er sich um seine Werkausgabe, das Konzentrat vierzigjährigen Schreibens und Denkens, und seinen Nachruhm. Er entwickelt dem jungen Drais seine Lebensphilosophie und lässt sich über dessen nicht stattgefundene Reise berichten. Dies gelingt Ludwig mit phantasievoll ausgeschmückten Informationen aus zweiter Hand. Koschatzki, eine Karikatur des Elfenbeinturm-Feuilletonisten, lobt den Besucher für die Authentizität seiner Schilderung.

### Viertes Kapitel: In Geschäften

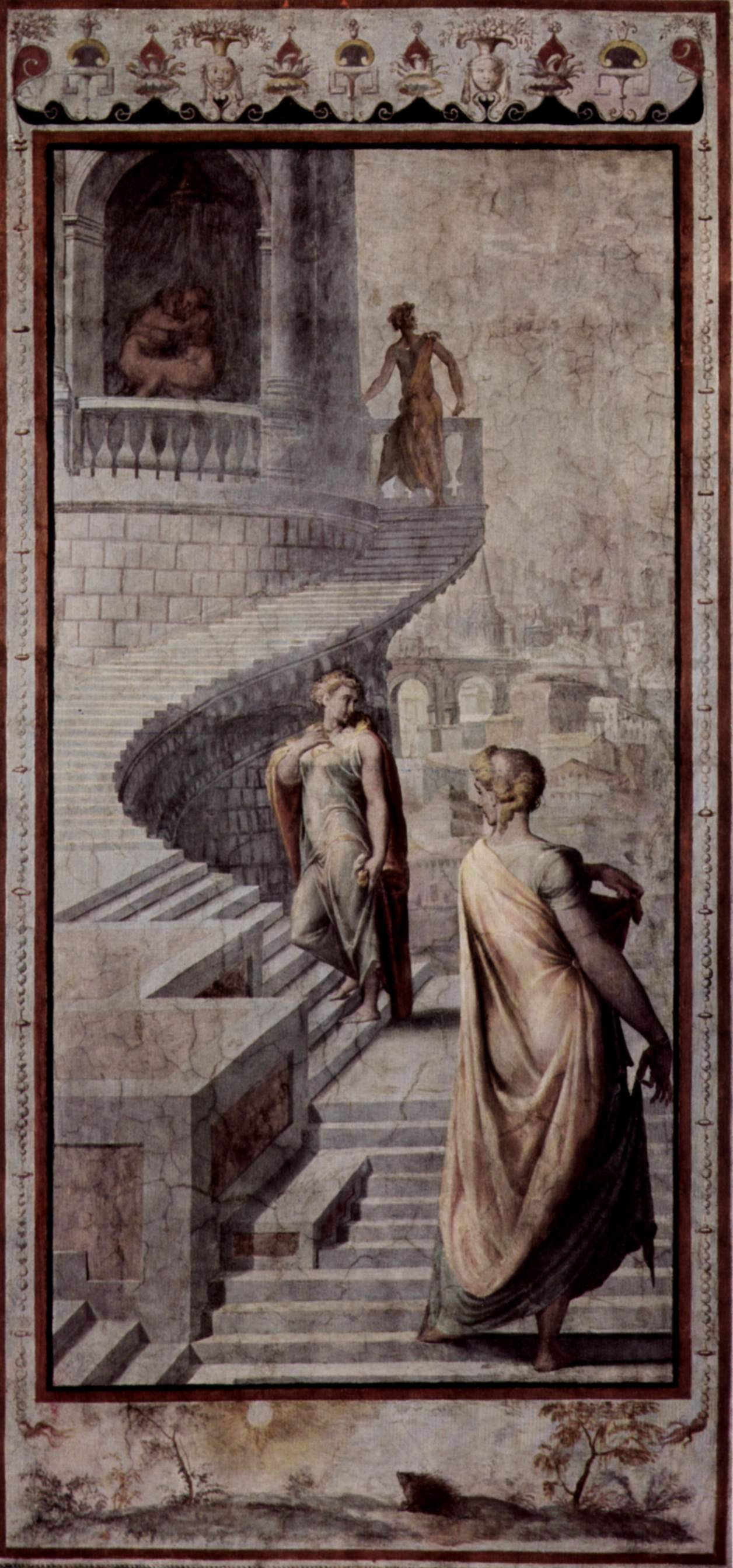
Fresco Bathseba begibt sich zu David des italienischen Malers Francesco Salviati aus dem 16. Jahrhundert. Hermann gibt Bella eine ihre eigene Situation spiegelnde Vision zu lesen. Sie handelt von König David, der die badende Bathseba erblickt, in sein Schloss holt und zu seiner Geliebten macht. Er arrangiert den Tod ihres Mannes Urija, den er in der Schlacht vor Rabba in die erste Kampfreihe stellen lässt. Bathseba wird eine der Frauen des Königs. Als Strafe für ihre Handlungen muss das erste Kind der beiden nach der Geburt sterben. In der Parallelhandlung beobachtet Ludwig Bella vor Beginn ihrer Liaison aus seinem Fenster, wünscht Fidis Tod und lässt ihn betrunken mit seinem Auto davonfahren. Bella erzählt ihm von einer Blutung, wodurch sie ihr gemeinsames Kind verloren habe.

Ludwig und Bella haben inzwischen seit einigen Wochen ein Verhältnis und treffen sich in ihrer Wohnung, wenn Fidi unterwegs ist, ohne allerdings diese Situation zu thematisieren. „Ein Wettbewerb eigener Art [ist] zwischen Bella und Ludwig entbrannt: wer früher zu lieben begonnen habe.“ Über die Zukunft macht sich Drais wenig Gedanken: „Ludwig lebt[] immer von der Hoffnung auf das nächste Mal. Die Vergangenheit [gibt] es nicht, und die Gegenwart [ist] entweder ein nie vollständig erfahrbarer Rausch oder ein quälendes Warten.“ Bella sieht ihre Dreiecksbeziehung „unwiderleglich sachlich. […] es [kommt] darauf an, Fidi aus dem Haus zu schaffen. Wenn Fidi da [ist], dann [ist] auch das große Hindernis der Liebe da.“
Ebenso tagträumerisch, zufällig entwickeln sich Ludwigs Geschäfte. Er trifft Twillebeeckx im Club zum Mittagessen. Dessen Forderung an einer, anstelle einer Vermittlungsprovision, angemessenen Beteiligung am prosperierenden Geschäft kann der in Gedanken auf dem Lager mit Bella weilende Ludwig nicht folgen. Eine Fliege im Lokal erinnert ihn an eine andere, die sich auf der linken Brust der in „die Traumwelten davongeschwommen[en]“, schlummernden Geliebten niedergelassen hat. Deshalb antwortet er auf das Angebot mit „blinde[r] Frechheit. Ich glaube, ich habe Sie nicht richtig verstanden […] Ich sollte das alles in Ruhe lesen.“ Twillebeeckx zeigt sich von der schnellen Professionalität des jungen Mannes beeindruckt.
Ludwig erlebt, dass Verträge auch ohne seine Anwesenheit abgeschlossen werden. Während er in Brüssel auf Mr. Khan wartet, erfährt er durch ein Telefongespräch, dass der Firmenchef die Termine verwechselt und nun in Frankfurt mit Bella das Geschäftliche besprochen habe. Sie feiern gerade den Verkauf von 350 000 Holzfällerhemden an ein schwedisches Unternehmen. Einerseits glaubt Ludwig beim Anblick der Brüsseler Gusseisenfigur „Vierge de l’Apparation“, dass „[w]ie diese Königin vom Licht […] Bella von ihm abhängig“ ist, andererseits fürchtet er, ihre Unternehmungen mit Mr. Kahn „würde er von Bella mit Gewissheit niemals erfahren.“
Nach Ludwigs Rückkehr aus Brüssel dramatisiert sich sowohl die Krankheit des Vaters wie die bisher eher unbekümmert-romantische Beziehungssituation. Die Lopez haben Raoul Bächle, Werner Le Floh und Rudi Stüvels, zwischen „Universität und Geschäft hin und her balancierende Altstudenten und Jungunternehmer“ und Mitglieder des »Pariser Nussclubs«, in seine Wohnung zu einem Abend mit Kartenspiel eingeladen. Während sich Ludwig mit Bella im Souterrain vergnügt, verliert Fidi im Spiel 450 Mark, die ihm der Chef als Vorschuss gibt, damit er nicht seine Frau den Gewinnern als Pfand überlassen muss. Ludwig ahnt einige Zusammenhänge durch Bellas Bemerkungen: „Fidi werde ich auch nie loswerden […] Ich werde nie frei sein.“
Vater Drais ist aus dem Schwarzwaldsanatorium, wo er sich kurzzeitig besser fühlte und neue Hoffnungen schöpfte, wieder nach Frankfurt zurückgekehrt. Ludwig und Bella besuchen die Familie. Er erblickt hier die vertrauten Personen aus veränderter Perspektive. Einmal sieht er mit Bella „die Wohnung mit den Augen eines Fremden.“ Aber auch Bella wirkt anders, so dass der Protagonist überlegt: „Vielleicht [gibt] es überhaupt keine fest umrissenen Charaktere, vielleicht [verhalten] sich die Menschen wie Chemikalien, die sich in Verbindung mit verschiedenen Stoffen […] [verwandeln].“ Bella kritisiert nach dem Besuch Ludwigs Einstellung zu seinen Eltern, „[S]eine Schilderungen [seien] Verzerrungen“. Er „mische in seine Beschreibungen immerfort die Gefühle – er sei, was er den Frauen vorwerfe: emotional.“ Er tue vor allem seiner Mutter Unrecht.
Im Gespräch mit dem Bruder interessiert sich Hermann für dessen Geschäft mit Liebesbeziehung, die Affäre mit Bella beurteilt er mit seinen strengen kirchlichen Lehren als Ehebruch und hält auch nach Ludwigs Rechtfertigungen mit den veränderten gesellschaftlichen Moralvorstellungen und der unglücklichen Bindung Bellas an ihren verantwortungslosen Mann an seiner Haltung fest. Im Gegensatz zu Ludwig gefällt Bella Herrmanns „unverwüstliche Philanthropie […] Ludwig hingegen habe kein gutes Herz, er sei ein Lump, eiskalt und bös“. Von Hermann fühlt sie sich „sofort verstanden“. Er erzählt ihr von seinem kirchlichen Vereinshaus und gibt ihr ein Typoskript seines Gemeindemitglieds Emma Brust: »Meine siebzehnte Vision« zu lesen. Sie handelt von einem Parallelfall zu ihrer Situation, nämlich von König David, der aus Liebe zu Bathseba deren Mann Urija in den Schlachtentod schickt.
Am nächsten Abend geht Ludwig mit Fidi allein aus, um ihre Beziehung zu klären. Doch dieser übernimmt die Regie. Das Besäufnis mit Bier und Sekt in Hermines Lokal »Minnies« an der Peripherie des alten Stadtgebietes endet für beide im Bett der Wirtin. Anstelle der beabsichtigten Aussprache wird Ludwig darüber informiert, dass Bella ein Kind erwarte, das nicht in ihre Planung passe, und dass er, Fidi, anstelle seiner Aushilfstätigkeiten die Chance habe, Automatenpächter zu werden. Sein Verdacht, dass der Rivale über die Affäre Bescheid weiß, bestätigt sich kurz darauf: Dieser duzt ihn, den Chef, plötzlich, und aus seiner Hosentasche fällt Ludwigs in der Souterrainwohnung verlorener Manschettenknopf. Während er zu Fuß nach Hause geht, braust der betrunkene Fidi mit dem Auto davon. Als Ludwig vor seinem Haus ankommt, ist Bella gerade auf dem Weg zum Krankenhaus zu ihrem tödlich verunglückten Mann.

### Fünftes Kapitel: Rote Flämmchen
Mit Fidis Tod „[ist] auch seinem Souterrainräumchen das Seelenflämmchen ausgeblasen“. Bella entsorgt seine Besitztümer und zieht nach drei Tagen in Ludwigs Wohnung. Sie will schnell mit der Vergangenheit abschließen, aber dies gelingt nicht. Die Witwe versucht die Unfallumstände auf der Stadtautobahn zu rekonstruieren: War es ein Unfall oder Selbstmord? Sie fragt Ludwig, warum er nicht im Auto mitgefahren sei und seine Autorität als Chef eingesetzt habe. Fidis Tod hat ihre naiv unbekümmerte Beziehung zerstört und bleibt nicht folgenlos. Das wird auch, im Vergleich zur David – Bathseba – Geschichte, am Motiv des toten Kindes veranschaulicht. Als Bella Ludwig von einer Blutung berichtet und vermutet, sie habe einen Sohn verloren, klingt „[d]iese Bemerkung […] nach einem endgültigen und auch bereits überwundenen Verzicht“ und bestätigt sein Gefühl einer Entfremdung von der Freundin.
Die Todesthematik setzt sich in Ludwigs Familie fort. Seine Eltern haben die Hoffnung auf eine Heilung endgültig verloren. Ludwig kommt jetzt öfter zu Besuch, bleibt eine lange Nacht und erzählt dem Vater von seiner Firma, z. B. von Mr. Khans undurchsichtiger Geschäftspolitik. So nähert er sich wieder der Familie. Sie haben, obwohl sich der Vater immer mehr von ihnen entfernt, das Gefühl, dass sie etwas verbindet. „Sie [sind] zufrieden, zusammen zu sein.“
In dieser Zeit des Sterbens und der Beerdigung übernimmt Bella die Verhandlungen über den Mietvertrag für repräsentative Räume, trifft Mr. Khan und geht auf Geschäftsreisen. Als Ludwig in seine Wohnung zurückkehrt, trifft er Erna Klobig an, die ihm erklärt, dass er als gescheiterter Student und Bella nicht zusammenpassten. Sie macht ihm den Vorschlag, seine Wohnung mit ihren Möbeln auszustatten, damit Bella in dieser „verführerischen Garçonnière“. Mr. Khan empfangen könne. Ludwig solle ihren Plan unterstützen, dass Bella den verwitweten Pakistaner heiratet. Dieser gerät in Zorn, schüttelt sie und wirft sie aus der Wohnung.
Durch das gemeinsam erlebte Sterben des Vaters kommen die Brüder miteinander ins Gespräch und Hermann zeigt sich hier dem verunsicherten Ludwig als geschlossene, reife Persönlichkeit, die an eine geheimnisvolle transzendente Welt glaubt, welche er mit Hilfe des alten christlichen Ritus zu erleben versucht. Auch legt er Karten für eine »Lebenspatience« und versinkt in Meditation. Dabei spricht er mit Ludwig über ihre Kindheit und dessen gefährdete Beziehung. König, Dame und Bube stellen Ludwig, Bella und Fidi dar. Während Ludwig sich „bei Bella nicht mehr so sicher.“ ist, befragt ihn Hermann nach seinem Vertrauen, seiner Loyalität ihr gegenüber. Er habe sich, unaufrichtig gegenüber Fidi, in die Ehe eingeschlichen, zwar sei sein Versuch gescheitert, den Rivalen zu verdrängen, aber das sei kein Hindernis eines Zusammenlebens. Auch ihre Eltern hätten nicht zusammengepasst und trotzdem eine vollkommene Ehe geführt. Ludwig gesteht ihm, dass er Fidis Tod gewünscht habe. Sein Bruder schlägt ihm vor, zu beten und ihn am nächsten Abend zu einer Messe für ihren Vater zu begleiten. Sie finde im alten Ritus statt, und es sei „gar nicht schlecht, wenn [er] den ganzen Vorgang als etwas vollkommen Unverständliches erleb[e]“.
Ludwig ergreift in seiner Suche nach Hilfe den „verordneten Strohhalm“. Er geht zu der Kapelle in einem Hotel am Rand eines Bordellviertels, hilft Hermann, der als Küster und Ministrant tätig ist, bei der genau geregelten Vorbereitung und fühlt sich dabei in die Kinderzeit zurückversetzt. Als er die Kirche verlässt, kehrt „die alltägliche Welt mit Macht zurück.“. Er will Bella vorschlagen, Fidi, dessen Asche noch im Depot des Bestattungsamtes aufbewahrt wird, ein ordentliches Grab zu geben, und sie bitten, ihn zu heiraten. Doch die Botschaft seines Bruders und den Hoffnungsaspekt der Messe „gegen jede Vernunft und jeden Augenschein und gegen alle Gesetze der Geschichte“ vermag er nicht festzuhalten.

## Literarische Einordnung
Eine lange Nacht ist nach Das Bett, Westend und vor Das Blutbuchenfest sowie Der Mond und das Mädchen der dritte Roman der Frankfurt-Pentalogie des Schriftstellers.

### Struktur
Mosebachs Frankfurt-Epos kann historisch und geographisch, mit Orts- und Straßenangaben, bestimmt werden: In fünf Kapitel untergliedert spielt die Haupthandlung, die in der Tradition des Entwicklungsromans die Persönlichkeitsbildung der Protagonisten in einer Krisensituation beleuchtet, im Allgemeinen chronologisch gegen Ende des 20. Jahrhunderts. Eine Dreiecksbeziehung ist umgeben von verschiedenen Personen, die bei den Besuchen der zentralen Figur Ludwig Drais im Gespräch ihre Lebensgeschichten erzählen. In diesen Episoden ähnelt der Roman strukturell der Szenenfolge eines Stationendramas. Die in dieser Weise eingearbeiteten Rückblicke porträtieren vor allem die Nachkriegs- und 68er Generation und thematisieren im Vergleich ihre Menschenbilder und Wertvorstellungen. So entsteht ein Bild der seit den 1970er Jahren sich verändernden Großstadt.

### Erzählform
Im Unterschied zum eng vernetzten, über die gesamte Handlung gespannten Personengefüge in Westend steht in Eine lange Nacht ein Protagonist im Zentrum, dessen Geschichte in Personaler Erzählform präsentiert wird. D. h., der Leser verfolgt das Geschehen im Wesentlichen aus der Perspektive Ludwigs. In auktorialen Einfügungen, teils mit Reflexionen der Figuren vermischt oder aus ihnen abgeleitet, werden z. B. Motive und Darstellungsformen des Romans bzw. Zusammenhänge zwischen Realität und Fiktion kommentiert oder die Frage der Authentizität ironisch fokussiert.

### Die Abbildung der Wirklichkeit
Die aus der Perspektive des Protagonisten erblickte Wirklichkeit stellt sich diesem zunehmend als fragmentarisch und unüberschaubar dar. Er zweifelt nicht nur an den Aussagen der Personen, sondern ebenso an seinem eigenen Wahrnehmungsvermögen. Wenn Bella ihre Glücksvorstellungen und Erinnerungen an den Beginn ihrer Beziehung erzählt, fragt sich Ludwig: „Wer zweifelt[] daran, dass es sich so zugetragen hat[]? […] Die Wahrheit hat[] ihre Stunde, das fühlt[] Ludwig deutlich. Ein und dasselbe würde zu verschiedenen Tageszeiten, bei anderer Beleuchtung verschieden wirken.“ „Er erinnert[] sich überhaupt an wenig. [Gibt] es ein Gestern? [Ist] das nicht ein schwacher Traum?“ Der Erzähler greift an solchen Stellen ein und hinterfragt, vermutlich gemeinsam mit seinem Protagonisten, den „historischen Augenblick“: Kann Ludwig bei seinen Beobachtungen aus seiner Wohnung im Souterrainfester „überhaupt etwas Genaueres erkennen?“ „Nein, den historischen Moment […] [gibt] es nur in seiner durch die anschließenden Ereignisse verständlicherweise aufgeheizten Phantasie.“ Selbstironisch wird der Verfasser des literarischen Werkes kritisiert: „Das rote Licht [ist] nur ein Topos, ein ziemlich vulgärer sogar, der Ludwigs Geschmack nicht das beste Zeugnis ausstellt[]. In keinem Roman hätte der Autor im Zusammenhang mit einer Liebesszene das rote Licht einschalten dürfen, eine solche Erfindung [vermag] das ganze Buch zu erledigen.“
Nach Erna Klobigs dramatischem Auftritt in seiner Wohnung denkt Ludwig verunsichert über Mutter und Tochter und über eine mögliche Verständigung der beiden nach: „Beide [sind] Töchter des Chaos“. Ebenso reflektiert er über Fidis Geschichte. „[Ist] das nicht der Stoff für eine ergreifende Erzählung?“ Aber er sieht den „unüberbrückbaren Graben“ […] zwischen der Literatur und dem Leben. „Wo [sind in seiner Wirklichkeit] die Taten, die klaren bewussten Handlungen? […] Je schärfer und rücksichtloser man diese Lebenssubstanz untersucht[], desto mehr [zerfallen] sie zu nichts, da [gibt] es doch nichts Fassbares, Darstellbares, in den Ablauf einer Kausalität zu Zwingendes? Zufälle, Wohlsein, Unwohlsein, Ängste, Erregungen, Freudenfeuerchen und ihr Zusammenfallen und Erlöschen [bilden] den Lebensstoff. Er [ist] flüchtiger als Staub von Schmetterlingsflügeln“.

### Paradies- und Todesmotive
Die Thematik Paradies und Tod ist zentral mit der Dreiecksbeziehung Ludwig – Bella – Fidi und der Suche verträumter Menschen nach dem irdischen Glück in einer labyrinthischen, von Hochhäusern dominierten Geschäftswelt verknüpft, aber auch mit den Schicksalen und Lebensvorstellungen anderer Personen.

#### Die Suche nach dem irdischen Paradies
Das Paradiesmotiv durchzieht den Roman von Anfang an. Ludwig träumt, evoziert durch die Erzählung des Rechtsanwalts vom „irdischen Paradies“, vom Palmengarten, dem „Land seiner Kindheit“. „[H]ier [entstand] der Garten Eden […], in dem der ‚einzige Mensch der Welt‘ plötzlich ‚ein Gefühl des Ungenügens‘ empfindet, bis ein ‚neue[r] fremde[r] Körpers […] aus ihm [herauswächst]‘.“ Diese auf sich bezogene Entwicklung, der Wunsch nach einer Gefährtin, entfaltet Ludwig in seinem Traum im Dialog mit Bella, die er vor seinem Einschlafen telefonisch zu erreichen versucht.
Am Ende des Romans, eingebettet in ein Gespräch schöner Erinnerungen an Bella, erzählt Hermann seinem Bruder: »Der Palmengarten war früher das Paradies, in der großen Schwanenhöhle am Bootsweiher wohnten Adam und Eva. Die Schlange wohnte im Palmenhaus und war anfangs überhaupt nicht gefährlich. Aber es wurde zu eng im Paradies. Es gab zu viele Tiere. Dann wurden Adam und Eva vertrieben und endlich hatten die Tiere Platz. Sie strömten aus dem Palmengarten heraus und verteilten sich über die Erde. Adam und Eva aber« - ein biblisch-märchenhaftes Aber - »eröffneten an der Ecke Beethovenplatz einen Gemüseladen.«

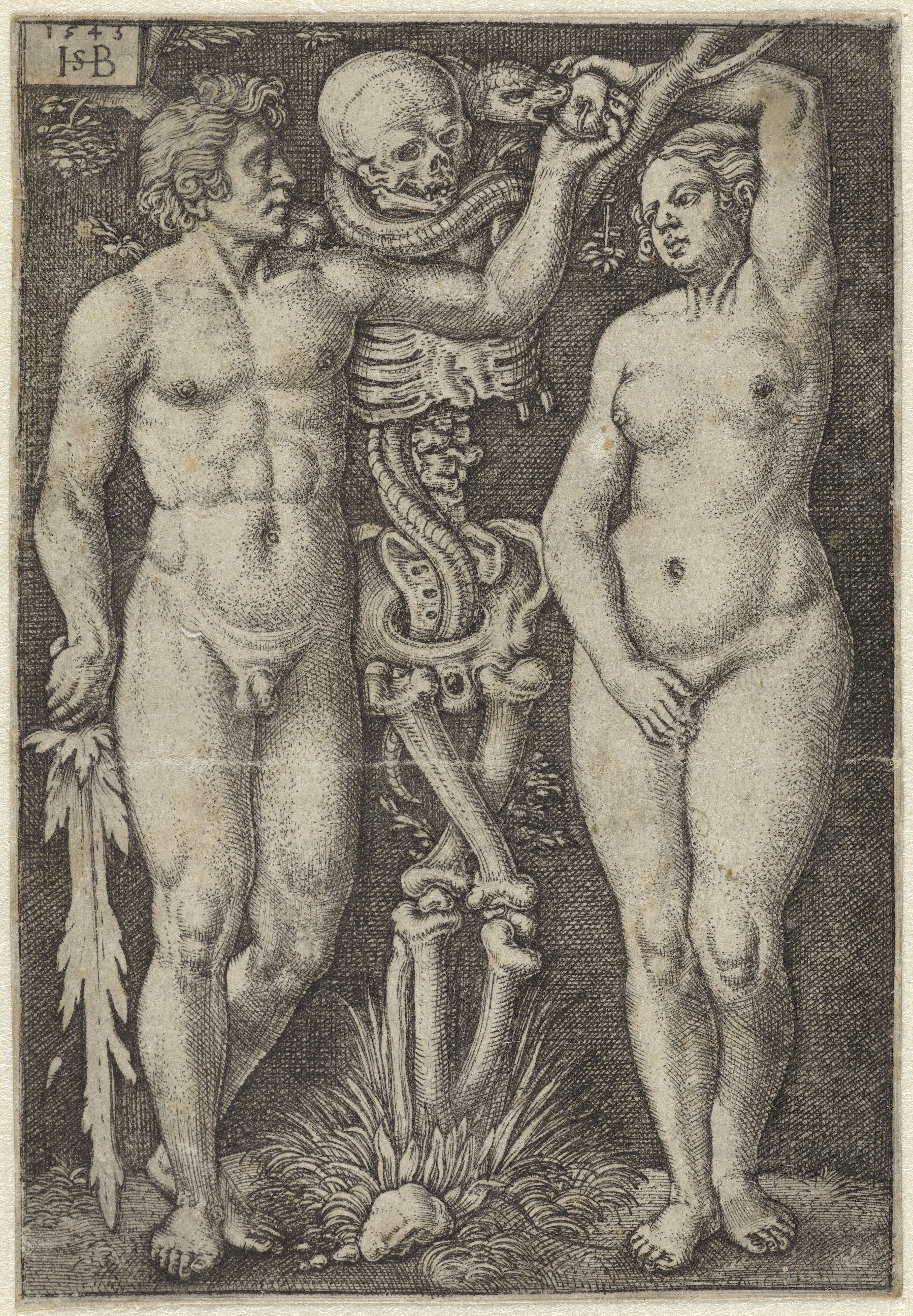
Sebald Behams Grafik (16. Jahrhundert) aus seiner Frankfurter Zeit verbindet die Themen Paradies und Tod. „In diesen für die Verdauungsspaziergänger der gründerzeitlichen Bürger geschaffenen Park hat sich der Tod Einlaß verschafft, der im Garten ohne Jagd und ohne Raubtiere überhaupt nicht vorgesehen [ist]. […] Der Bootsverleiher hat in einer schlimmen Stunde seine Seele ausgehaucht und sie in diese Kulissen- und Attrappenlandschaft hineingeblasen“.

Dieses Motiv wird variiert in Bellas Urlaubserinnerung an den Kahler See und in der merkwürdigen Geschichte des Rechtsanwalts, die damit beginnt, dass er eine Sekretärin heiratet, um die große Kanzlei, in die er nach einem glänzenden Examen eingetreten ist, von der wenig arbeitsfreudigen „großen Dunkelhaarigen“ zu befreien. „Dem Anwalt [ist jedoch] lange nicht klar, dass er seine Frau zu Hause eingeschlossen hat[]“ und dass „[d]ie Frau auf dem Sopha […] nicht glücklich [ist]“. Schließlich findet sie ihre Erfüllung als „sich unablässig [b]ewegende“ Lokomotivführerin im Palmengarten. Sie erweitert ihr Tätigkeitsfeld, als der im Schweizer Haus wohnende Bootsverleiher, in dessen Unterkunft sie während der Dienstreisen ihres Mannes mit dessen „ausdrückliche[r] Billigung“ übernachtet, sich im Werftraum nach der gemeinsamen Geburtstagsfeier erhängt, und sie dessen Aufgaben im Wechsel mit ihren eigenen übernimmt.

#### Die Auflösung der Naivität durch den Tod
Die Thematik des Todes, der in das Paradies eindringt, beherrscht den Roman, vor allem am Beispiel des sterbenden Vaters, Fidis Autounfall, der Erinnerung Ludwigs an das im Kamin verbrennende Ameisenvolk, dessen Königin „[d]em Tod den Selbstmord entgegensetzt“, im Vergleich zur satirisch dargestellten Todesphilosophie Koschatzkis.
Nach Fidis Tod wird „deutlich, dass [Bella] einen Keil bis an die Wurzel zwischen sich und ihre Vergangenheit zu treiben sucht[].“ Aber „dieser Schuß [Aufprall von Fidis Auto] mit seiner elefantenhaften Wucht [ist] auf die Kristallglocke aufgeschlagen, unter der Ludwig und Bella […] luftdicht abgeschlossen, eine endgültige Lebensform gefunden zu haben meinten. Die Kristallglocke hat[] einen Riß erhalten“. D. h.: „Fidi [besitzt] Macht, über Bella und Ludwig.“ Der Tod ist in ihr scheinbares Paradies eingedrungen und desillusioniert ihre Beziehung, aus der sie Fidi verdrängt haben. So erzählt Bella Ludwig, beim Aufwachen „spüre [sie] so stark die Nähe des Todes, ganz leicht zu greifen […], als wäre er ein Schmetterling und hätte schon auf [ihr] gesessen und wäre nun gerade noch einmal davongeflattert, aber nicht weit weg, sondern nah, hier irgendwohin zwischen [ihr] und [Ludwig]. Sie erlebe diese Nähe des Todes nicht als etwas Trauriges. […] Es sei, wie wenn man in einem stoffbespannten Zimmer sich an der Wand entlangtaste und plötzlich merke, dass der Stoff zurückweiche, weil keine Wand mehr dahinter sei.“
Koschatzki blickt zurück auf seine vierzigjährige publizistische Tätigkeit, seine Preise und Orden. Zuerst habe er an eine Werkausgabe gedacht, aber „er verabschiede sich jetzt ein für allemal von jeder Hoffnung auf ein geistiges Nachleben“.: „Wie alt ich werden musste, damit es mir gleichgültig werden [kann]!“ In seiner Analyse des Daseins sieht er das Leben radikal auf den Tod zulaufen: „Das Sterben [ist] für ihn die Bestätigung einer lange unterdrückten, schließlich in hemmungsloser Lust genossenen Perversion. Die Hoffnung Unheilbarer auf ein Wunder, ihre Neigung, einen Tag ohne Leiden als Zeichen der Besserung zu deuten, [ist] für ihn mit der Lügerei der Alkoholiker vergleichbar.“
Ludwig kontrastiert seine Philosophie über den Tod und die nicht gelebte Theorie des Feuilletonisten mit der Krankheitsgeschichte und dem Sterben seines Vaters, der „voll so verschiedener Leben [steckt], dass er täglich neue Tode sterben muss[]. Sein Tod [ist] wie eine große Pyramide, zu der er selbst die Quader heranzuschleppen hat[].“ Der Sohn fragt sich angesichts dieses Prozesses: „[Ist] es überhaupt wünschenswert, wenn man den Vater […] aus dem unter Schmerzen erreichten Zustand, seiner Vervollkommnung, wieder zurückholt[]?“ Koschatzkis spricht „seinen Todesfimmel“ dagegen von seiner stabilen Gesundheitsbasis aus: „Meine Physis ist in der Sinnlosigkeit der Lebensproduktion fest verankert.“

## Historischer Hintergrund
Ludwig erklärt seinem Bruder die geänderten Moralvorstellungen in der zweiten Hälfte des 20. Jahrhunderts am Beispiel des nicht mehr zeitgemäßen Begriffs Ehebruch. Während Ludwigs Eltern von Bella als Säulen einer stabilen, beschützenden Familie bewundert werden, hat sie selbst die Unsicherheiten eines Künstler-Behèmien-Lebens mit wechselnden Beziehungen und tragischen Biographien erlebt: mit ihren großen Ruhmesplänen gescheiterte Künstler, die schließlich doch auf einen bürgerlichen Beruf zurückgreifen.
Auch Figuren im Bekanntenkreis der Eltern Ludwigs erweisen sich beim genaueren Hinsehen als phrasen- und fassadenhafte Gestalten, beispielsweise der Vom Geist der Zeit – Autor Koschatzki. Seine Elaborate sind meist weltanschaulich verbrämte egoistische Zeugnisse einer eitlen Bespiegelung, weltfremde Gedanken eines physisch Gesunden über das Sterben im Vergleich zum authentischen Leiden. Die Karikatur des dekadenten Bildungsbürgertums gipfelt in der Kreuzfahrt Koschatzkis, bei der er den Senioren seine Essays vortragen wird. Ihn begleitet Frau Rüsing, der Typ der Jägerin, die von sich behauptet, „[sie] habe in wechselnden Partnerschaften [ihren] Körper gelebt“. Ihre jungen Freunde waren meist schlecht bezahlte Gehilfen der Buchhandlung von Frau Müller-Servet, denen sie phantasievolle Namen gab wie russischer Mönch oder Gaukler.

### Wollhemden aus Hyderabad
Den Wandel der alten traditionsreichen Kaufmannsstadt nach dem Krieg in eine anonyme Geschäftswelt mit ständig wechselnder Besetzung schildert der Erzähler am Beispiel des Billigkleidergroßhandels »Nephew & Nephew Europe« Mr. Khan befiehlt bei seiner Lagebesprechung mit seinem deutschen Geschäftsführer in Frankfurt, dass nach den ersten finanziellen Erfolgen das Kellerlager mit Büro aus Eschborn in die „im und nach dem Krieg zerstörte“ Innenstadt verlegt wird: „[K]aum eine Straßenbiegung, ein Winkel, ein Sandsteinsockel bewahrt[] die Erinnerung an die gewachsenen Linien der abgeräumten gotischen Stadt. Die Innenstadt [ist] jetzt gegen Zerstörungen jeder Art wunderbar geschützt. […] denn es [gibt] in ihr nichts mehr, was unwiederbringlich verloren gehen [kann]. […] Und wenn die ganze Innenstadt in einer Erdspalte [verschwindet], hindert[] das nicht, dass sie schon zwei Jahre später in dieser oder etwas anders zurechtgeschüttelter Form wieder dort [steht] mit neuen Betonlagern für Mister Khans billige Hemden und Monsieur Cartiers teure Uhren. […] [N]ach dem Brand der Synagogen im Jahre 1938 [ist] nun die ganze Stadt vernichtet, ihr Boden […] unfruchtbar gemacht worden.“
Am Rand der Großstadt richtet Ludwig ein Lager für billige Textilien ein, die in Hyderabad von zweihundert sechsjährigen Kindern an Nähmaschinen im Akkord produziert werden. Während er bei diesem Gedanken ein schlechtes Gefühl hat, vertritt Bella eine zukunftsorientierte amerikanische Lebensphilosophie: „Mach das Beste draus!“ und rät ihm: „Sie müssen positiv denken“. Er dürfe nicht fragen, „ob man braucht, was er anbiete“, sondern müsse Verkaufsideen entwickeln, z. B. verschiedene Artikel nach Farben zusammengestellt in „Geschenkpackungen“ präsentieren. Die Marktstrategie fasst sie in einem Paradoxon zusammen: „Man kauft, was man nicht braucht, um geschenkt zu bekommen, was man erst recht nicht braucht“.
Es ist ein hartes Geschäft gegen eine globale Konkurrenz. Mr. Khan erkundigt sich bei seiner ersten Visite sofort nach den kontaktierten Chefeinkäufern großer Handelshäuser, „verschmäht es, sein Misstrauen gegenüber Ludwig zu verbergen“, da dessen Vorgänger ihn betrogen hat, gibt Anweisungen: „Sie müssen lernen […] lernen, lernen, lernen. Oder“. Er klatscht in die Hände, d. h., die Seifenblase Ludwigs zerplatzt. Anschließend liest er aus Bellas Hand ihre Zukunft: „Ich sehe alles […] Ich sehe die Männer, ich sehe die Kinder, ich sehe das Geld, die Krankheit und den Tod. […] Das Böse kommt. Es ist sogar schon da. Ich schweige.“
Als Bella das »Kanadische[] Holzfällerhemd« Herrn Wezcerek in Fürth präsentiert, bestätigt dieser zwar, dass es auf die Palette passt, also die richtige Größe hat, aber es ist ihm eine Mark zu teuer, „genau die Mark“, welche die zweihundert Kinder in Hyderabad „mit den unermüdlichen geschickten Händchen“ am Tag erhalten. Der Chefeinkäufer empfiehlt sein „Geschäftsgeheimnis“: „»Lassen Sie doch statt vier Fäden nur zwei Fäden durch den Webstuhl laufen«. […] Wen schert die Qualität! Das »Kanadische Holzfällerhemd«, das im Katalog »Boy« [heißt], würde für vier Mark sechzig angeboten. Niemand sei ein solcher Narr zu glauben, ein Hemd für vier Mark sechzig könne öfter als dreimal gewaschen werden.“

### Vom Geist der Zeit
In der Figur Koschatzkis wird die journalistische Berichterstattung karikiert und die Frage nach Authentizität gestellt. Nach der Rückkehr von seiner angeblichen Pakistanreise soll der junge Drais dem Zeitgeistanalysten Koschatzki über die Produktionsbedingungen berichten. Dazu muss er sich „hinein in das Reich der Imagination“ begeben, um ein Bild der Kinderarbeit zu entwickeln, das er mit Hilfe verschiedener Quellen aus zweiter Hand zusammenträgt und phantasievoll ausgestaltet: mit rauchigen trockenheißen Fabrikhallen, „schweren Unfällen“ sowie volkswirtschaftlichen Analysen Herrn Weczereks aus Fürth, „übermittelt durch Bella“: „[A]ber was solle ein Land wie Pakistan machen, um Waren für den Weltmarkt zu produzieren?“ […] Ein Erwachsener ist zu teuer, und die Arbeit ist so primitiv, dass ein Kind sie leisten kann.[…] Der Heimgekommene wirkt im Kreis der Zuhausgebliebenen leicht ein wenig zynisch. Aber Ludwig [ist] menschlich geblieben.[…] Ja, das [ist] das Mitleid eines Augenzeugen.“ [Doch] „[o]hne Kontraste gibt es keine Wirkung oder keine Deutlichkeit“. Deshalb folgt die Beschreibung von „Mr. Khans Residenz“ mit „wohltuender Kühle aus rauschenden Klimaanlagen, weitläufige niedrige Zimmer, durch die ein Diener in weißer Jacke geleitet[].“ Der Kommentar des Zeitkritikers entlarvt ihn selbst: „Das sei typisch für diese Länder, sagt[] Koschatzki, was man die Dritte Welt nenne, sei kulturell entwurzeltes Land […]. Ludwig wird für seine „authentische[] Beobachtung“ gelobt. „Bei den meisten Reiseberichten habe er das ungute Gefühl, die Leute seien überhaupt nicht dagewesen.“

## Analyse personaler Beziehungen

### Erna und Bella – Die Töchter des Chaos

#### Erna Klobig – Das Bohème-Leben

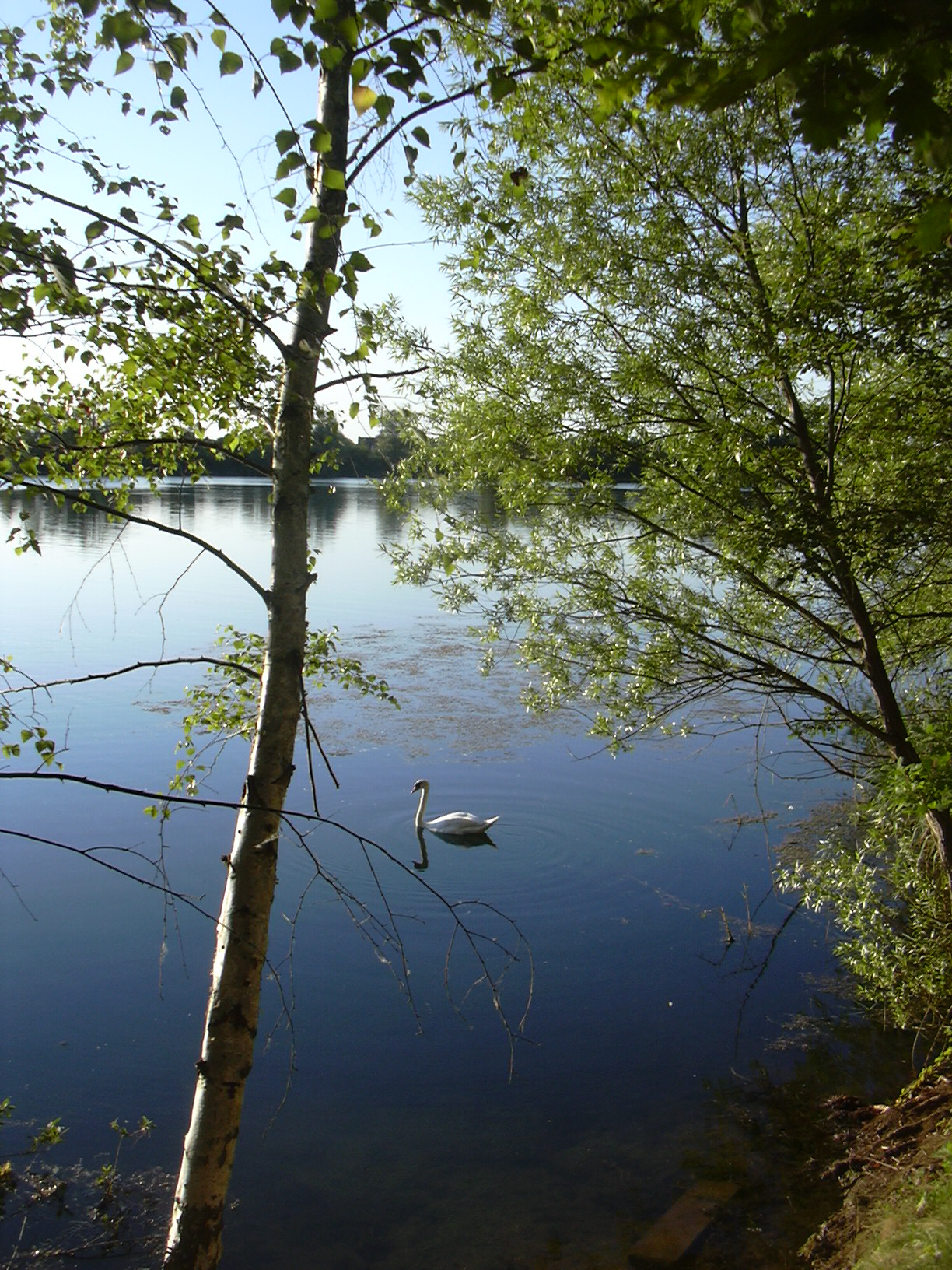
„[Bella] begann dieses Naturschauspiel [am Kahler See] zu schildern, als habe Ludwig noch niemals einen Teich im Sommer gesehen. Über dem Wasser wölbte sich ein hoher Busch mit großen Blättern. Die Sonnenflecken, die von den kleinen Wellen hinaufstrahlten, tanzten im Laub und gaben ihm ein Wasserpflanzenwiegen, einen Libellenzauber“.

Erna Klobig repräsentiert die Hippie-Generation, sie hat „das bürgerliche Fachwerkhaus“ mit Wetterfahne und Glasveranda „des beamteten Tierarztes“ und Kreisveterinärrates aus Hofgeismar im Streit verlassen und in Frankfurt den Maler Schwatzke, der später als Kunstlehrer arbeitet, geheiratet. Der Vater ihrer Tochter ist der Student Reinhold, Sohn eines Physikprofessors, der „die zerstörerischen Energien des von Selbsthaß erfüllten Melancholikers [besaß]“ und aus Verzweiflung über seine nicht zu bewältigende Dissertation Selbstmord beging. Ihren derzeitigen Familiennamen erhielt sie durch die Ehe mit dem Drehbuchautor Klobig. Als Ludwig die zurzeit als Kellnerin arbeitende Mutter seiner Sekretärin besucht, präsentiert sie ihm ihre widersprüchliche chaotische Lebensweise, beispielsweise ihre Idee eines Spaghettilokals mit Schlachthofatmosphäre »Sacco und Vanzetti« und andererseits die Diagnose: „Ich arbeite […] ich übersetze, ich entwerfe, ich serviere, ich putze – ich bin mir für nichts zu gut. Und was tut Bella?“, sie setze mit Lopez, dem „Erfinder des Nebenberufs“, ihre Zukunft aufs Spiel. Ihr eigenes unruhiges Beziehungsleben mit einer Tochter, die als Baby unter dem Wirtshaustisch schlief, an dem sie mit ihren Freunden beim Bier saß, möchte sie nicht wiederholt sehen. Fidi lege in der urbanen Gesellschaft seine „Fuchsbauten an […], in denen er munter umhertrabe, neben, unter und über der bürgerlichen Arbeitswelt“. Ludwig reflektiert: „Ein alter Hippie“. „[Ist] Bellas Mutter diese Lebensform zu nahe, um sie schätzen zu können? Ihr Bohème-Dasein [ist] auf wackligen Pfählen an einen abschüssigen Hang gebaut.“ Die enge Tochterbindung im Künstler-Kneipen-Milieu symbolisiert das für Bella gebastelte Puppenhäuslein mit zwei Zimmern, ein „Ergebnis unbeholfenen Eifers im Umgang mit Buntpapier und Schere“, mit Tapeten von William Morris, Bildern von Picasso und van Gogh, Barockstühlen. Einerseits scheint sie selbst „Sinn für das Komische ihrer Lebensumstände zu besitzen“, andererseits entlarven ihre Partnerschaftsabbrüche und die Versuche, Bellas Freundschaften zu beeinflussen, ihre egozentrische, besitzergreifende Persönlichkeit.

#### Bella – Die Umgestaltung der Wirklichkeit
Bella ist wie ihre Mutter und Fidi, aber auch Ludwig, ein Doppelwesen zwischen träumerischer Selbstüberschätzung und realistischer Diagnose, nicht so sehr des eigenen Charakters, aber umso mehr verwandter Wesen. Für Ludwig sind es „verirrte Motten, die mit weichen Flügelchen an das Fenster schlagen“. Als Fidi mit seiner Frau nach Mr. Khans Zudringlichkeiten durch die Regennacht zum >Erlkönig< geht, erscheinen sie dem ihnen nachblickenden Ludwig wie „Prinzenkinder[], die sich statt im Wald in der Großstadt verlaufen [haben] und nun statt in einer Höhle in den dunklen Winkeln eines Nachtlokals ein wenig Schlaf [suchen].“
Bellas Paradies ist einmal die Kindheitserinnerung an Urlaube am Kahler See südöstlich Frankfurts und zweitens die gemeinsame Höhle mit Fidi. Traum und Wirklichkeit verwischen sich in ihrem Bewusstsein. „Sie ist autonom […] sie ist über ihre Umgebung erhaben. In der Camping-Wüste des Kahler Sees [findet] sie die Schönheit der Bootspartien auf Marne und Seine, wie sie Renoir gemalt hat[]. Stammt[] diese Kraft zur Umgestaltung der Eindrücke von der Mutter?“ Bella ist ebenso wie Ludwig neben ihrer Geschäftstüchtigkeit eine Phantastin. So träumt sie sich in ihrer Souterrainwohnung zeitvergessen in eine See-Landschaft im „Spiel der Sonne und des Wassers im Gebüsch“. „Sie hat[] so gar keinen sorgenvollen, weithin planenden Blick, keine Neigung, Gefahren zu analysieren und ihnen vorzubauen. […] Eine Nomadin, immer bereit, ihre Zelte abzubrechen.“
Nach seinem Gespräch mit Hermann denkt Ludwig erneut über Bellas Bindung an den unsteten Fidi nach: „[E]s [ist] möglicherweise etwas komplizierter. Bella hat[] mit Gewissheit geglaubt, daß Fidi diese improvisierte Existenz, die sie mit ihm teilt[], in etwas Zauberhaftes verwandeln würde […] dass Fidi sich besserte, oder genauer, dass sie ihn besserte.“

### Fidi – Der tragische Glücksritter

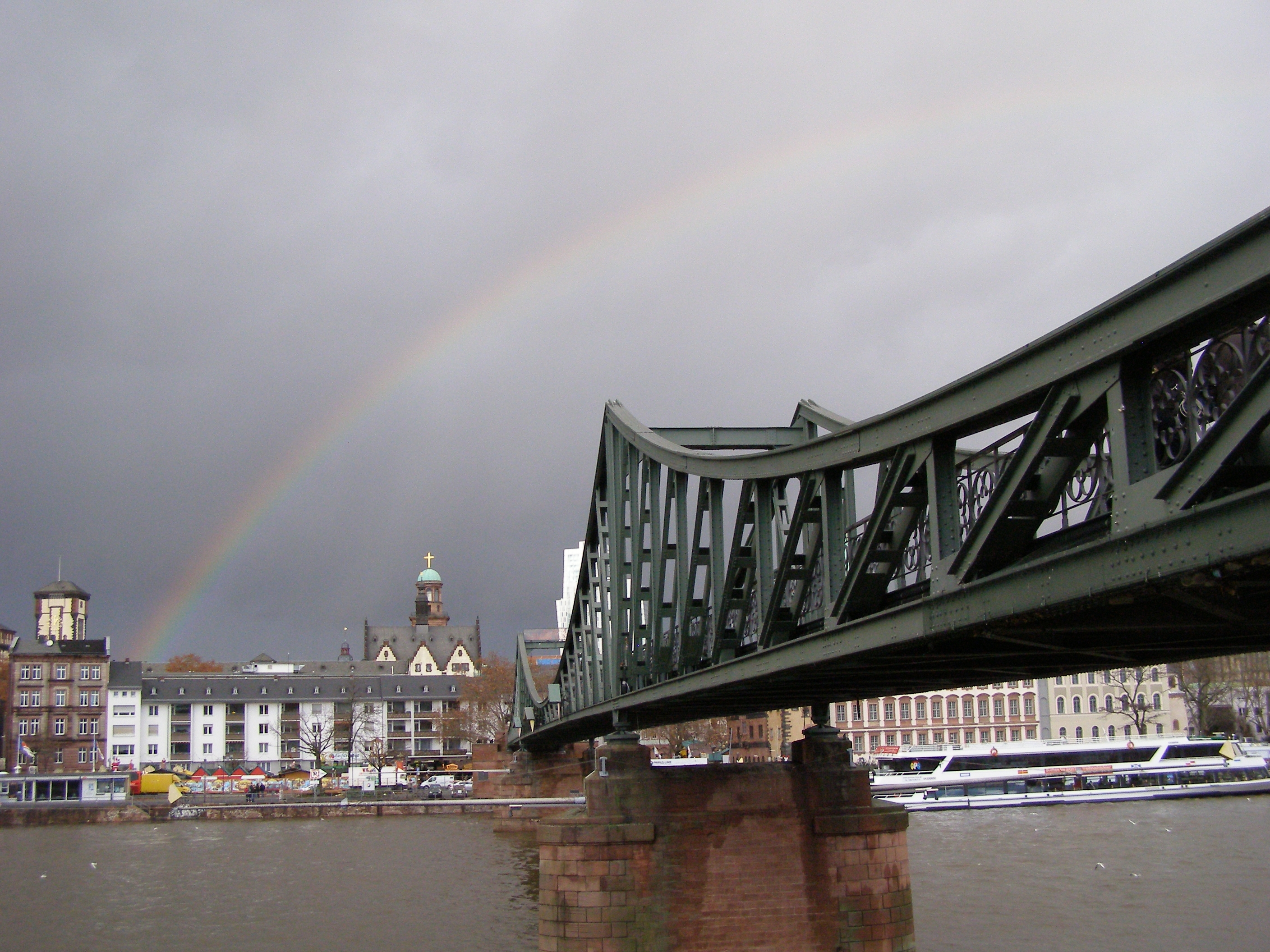
Ludwig spinnt in einem Traum eine Erzählung Bellas von einem Sonntagausflug mit Fidi an den Main weiter: „[E]r fühlte sich mit und anstelle Fidi auf dem grünen Geländer stehen, nur einen Atemzug von der Ohnmacht und dem Absturz entfernt. […] Aber Fidi stieg immer höher und höher […] Der Höhenrausch hatte ihn befallen. […] Und er stand auf der Spitze und balancierte auf einem Fuß, den anderen weit ausgestreckt, die Arme ausgebreitet, als wolle er die Sonne umarmen, den Kopf in den Nacken gelegt. Es sah aus, als wolle er gleich fliegen - “.

Nach Fidis Tod zeichnen seine Kumpel in ihren Nachrufen ein abwertendes Bild von ihm. Rudi Stüvels „geht von einem Selbstmord aus“, andere meinen, „Fidi sei zwar am Ende gewesen“ und „[h]elfen könne man so jemandem nicht“, aber er sei wie eine „in die Enge getriebene[n] Ratte“, die sich ja wegen ihrer Überlebensinstinkte auch nicht umbringe. In der Bewertung sind sich die meisten mit Erna Klobig Einschätzung einig, die ihn mit einem „Großstadtfuchs“ vergleicht, dem „[d]ie industrielle urbane Gesellschaft […] ein Buch mit sieben Siegel [bleibe]“.
„‚Menschlich in Ordnung‘, das [ist] die Formel, auf die man sich einigen [kann].“ So erscheint Fidi stets wohlgelaunt, wenn er zusammen mit Bella und Ludwig die freie Zeit in einer Kneipe verbringt. Als Gehilfe des Chefs wirkt er immer einsatzfreudig und kindlich engagiert. Aber auch Bella bemerkt, dass er nicht mit Geld umgehen kann und von der Hand in den Mund lebt. „Eine diebische Lebensfreude [spricht] aus ihm, ein orientalischer Meisterdieb, der jonglierend, seiltanzend, listig, schnellfingrig sein Metier zur Erheiterung einer anekdotensüchtigen Großstadtbevölkerung ausübt[], hätte so lachen können, wenn er dem verdutzten Bestohlenen sein Geldsäckchen [zurückgibt].“ „Das Spiel [ist] für ihn wie eine irdische Göttin“. Im Rausch der Gewinnaussicht ist er sogar bereit, seine Frau als Einsatz zu verpfänden. Auch das von ihm entdeckte, aber nicht zur Sprache gebrachte Verhältnis seines Chefs zu Bella scheint er erpresserisch auszunutzen, einmal mit seiner Bitte um Vorschuss, zum Zweiten mit seinem in Hermines Lokal vorgestellten Projekt in Kombination mit der neuen Komplizenschaft. Er möchte aufsteigen und hat ständig Pläne, nach einer Phase von Gelegenheitsjobs als Nachtwächter, Fahrradkurier, Lagerarbeiter, Teppichverkäufer, Zeitschriftenabonnementswerber z. B. ins Automatengeschäft einzusteigen und damit reich zu werden.
Für Bella ist Fidi ein unbekümmerter, verspielter narzisstischer Mensch, dem sie seine Machogewohnheiten und, andeutungsweise, Zuhältermentalität als südländischen Charme verzeiht, ein Traumtänzer, der sich beim Spaziergang über den Eisernen Steg dem sonntäglichen Publikum als auf dem Geländer balancierender Artist inszeniert, am Ende ein tragisch abgestürzter Gipfelstürmer.

### Ludwig – Die kosmische Welt des Nichtverstehenkönnens
Wie Bella den Kahler See als impressionistisches Bild schildert, so ästhetisiert Ludwig die nüchternen Häuserreihen einer Straße im Bahnhofsviertel zum Gemälde, d. h., er neigt dazu, sich und die Realität zu verbrämen, so auch nach Einzug in seine neue Wohnung: „Am Horizont [steht] ein Hochhaus mit breiter Glasfront […] [eine] Projektionsfläche für die untergehende Sonne. Ich werde in ein und demselben Zimmer Morgen- und Abendsonne haben, [denkt] er. Im Laufe des Sommers [kommt] noch ein künstlicher Mond hinzu. […] Welch ein Feuer würde erst eine Hochhausstadt aus Spiegelfassaden zum Sonnenuntergang in Flammen setzen! Nur die Sterne […] [will] er keiner Konkurrenz ausgesetzt wissen“. Vor allem Orion, „die Gestalt des großen Jägers“ spricht ihn an: „Der Orion [ist] etwas weitaus Verbindlicheres als bloß ein Guter Stern. Er [ist] Ludwigs höchstpersönlicher Genius, sein himmlischer Schatten“. An anderer Stelle, als der Protagonist auf einer Parkbank über die rätselhafte Bella nachdenkt, ist das Firmament verhüllt: „Die Lichter der Stadt legen einen hellen Staub über das reine Himmelsschwarz. Kein zusammenhängendes Sternbild lässt sich lesen.“
Zu Beginn des Romans, bei seinem ersten Versuch einer Existenzgründung, wird der Protagonist bereits als Träumer charakterisiert. Auf der Suche nach einer Sekretärin, deren Angebot, Examensarbeiten abzutippen, er am Schwarzen Brett der Universität gefunden hat, schwingt sich der in der Abschlussprüfung gescheiterte Jurastudent auf in die Position eines „erfahrene[n] Kaufmann[s] großen Stils“, der mit „Museen und großen Kunstsammlungen“ kooperiert. „Die europäische Kunstwelt soll[] mit dem »Strand bei Zwingst« vertraut gemacht werden, gewiß. Wie ein Politiker hat[] er sich an diesem Plan berauscht“. Später, als er Bella und ihrem Mann ein Souterrainzimmer als Wohnung überlässt, gefällt er sich in seiner Großmut.[…] [Übernimmt] er damit nicht eine Art Verantwortung für diese beiden hilfsbereiten und doch so fremdartigen Menschen?“ Dann lässt er sich von seiner Phantasie wegtragen: „Traum und Tag [sind] nicht auseinanderzuhalten“. „Ein Souterrainfenster [zieht] seinen Blick an, überraschend nah gerückt, so dass er jedes Detail im Zimmer [erkennt]. Auf dem Boden [sitzt] nackt, den weißblonden Kopf tief geneigt, Bella Lopez. Sie [ist] mit Handschellen an die Heizung gefesselt. Ihre Schultern [bewegen] sich. Weint[] sie?“ Seine Vision verlagert sein Verantwortungsgefühl von dem Paar auf Bella und bereitet die Rechtfertigung für ihre Liebesbeziehung vor. In ähnlicher Weise kreisen seine Gedanken um die Persönlichkeit seiner Mitarbeiterin und deren Privatleben. So sitzt er einmal auf einer Parkbank, spürt die „Luftströme, die die gläsernen Steilwände der Hochhäuser [hinabfließen] und hört zwischen Wachen und Träumen das Plätschern eines hinter den Blättern der großen rauschenden Bäume verborgenen Springbrunnens: „Im Niemandsland fühlt[] er sich.“: „Wie leicht ich zu beeindrucken bin. Mit ein bisschen verborgenem Theater, Rascheln, Knistern, Rauschen und Knacken könnte man mir leicht weismachen, dass ich lebe.“ Er träumt von Bella, die mit ihm weggeht, während Fidi auf der Spitze der Eisernen Brücke balanciert. Er glaubt ein Gespräch zweier Passanten über die, abwechselnd zwei Männer liebende, Freundin des einen zu hören, das Mädchen ähnelt seiner Angestellten.
Nach Fidis Tod ist sein Verhältnis mit Bella entzaubert und Ludwig fühlt sich schuldig, gesteht dies aber erst später seinem Bruder. „Es [ist] ihm […] als habe er seine Welt schon lange verlassen, als sei alles Selbstverständliche, von Jugend auf Gewohnte hinter ihm versunken, nach einem langen Weg, der […] immer tiefer in ein trockenes blatt- und nadelloses Gestrüpp führte, das […] eine graue Dämmrigkeit hervorbrachte.“ Auch die verstörte und für ihn widersprüchliche Reaktionen seiner Geliebten auf den Autounfall verunsichern ihn, er denkt über „Bellas Illoyalität“ nach: „[Ist] das dieselbe Frau, durch die er sich so unendlich stark gefühlt hat[]?“ Er reflektiert ihre Beziehung zu Mr. Khan und fragt sich, ob er „die Stimmen nachts im Park nur geträumt“ [oder ob] der „geschundene, unglückliche Arzt […] über Bella gesprochen [hat]“. Darüber entwickelt sich in ihm ein „Wutzwerg“ und „[e]r [kann] sich einen ewigen Augenblick lang im Zustand der Wut studieren“. Aber „[u]nmittelbar vor dem Wutanfall erlebt[] Ludwig einen Augenblick von überwältigender kristallener Klarheit. Und nun ereignet[] sich […] ein unermesslich leuchtendes Wunder.“ Er erblickt in einem Panoramabild von einem hohen Berg aus seine eigene Situation. „Was er geschaut hat[], [ist] die Unüberwindbarkeit des Feindes. Er [erkennt] jetzt die Seelenlandschaft seines Gegenübers. Und wenn er mit der Geduld eines Heiligen dort Wort auf Wort und Grund auf Grund setzte, er würde damit ein jämmerliches Türmchen bauen, das in der kosmischen Weite dieses Nichtverstehenwollens und -könnens kaum sichtbar [wäre]. Er [ist] verloren. Jedes weitere Wort [ist] sinnlos.“
In dieser, durch die desillusionierende Macht des Todes evozierte, Beziehungs- und Persönlichkeitskrise vertraut sich Ludwig seinem Bruder an. Hermann lädt ihn zu einer Messe ein, die er als Küster und Ministrant mitgestaltet, und bei der sich Ludwig in die Kinderzeit zurückversetzt fühlt: „[Sind] sie nicht in einem großen Spiel, in dem jede gelöste Aufgabe zu neuen Aufgaben führt[]?“ Beim Lauschen der an orientalische, arabische oder indische Musik erinnernden Gesänge fallen Ludwig zwei Sätze ein: „[D]as verstehe ich nicht, und Das ist doch ganz einfach“. Er denkt bei der Prozession Hermanns mit dem Priester an die Legende, bei der Eroberung Konstantinopels durch die Mohammedaner habe ein Engel eine Mauer geöffnet und so den christlichen Geistlichen die Flucht ermöglicht. Einst werde sich die Mauer wieder öffnen für deren Rückkehr. Dieses Bild ist für Ludwig „Ausdruck einer Hoffnung gegen jede Vernunft und jeden Augenschein und gegen alle Gesetze der Geschichte“. Aber nach der Rückkehr in den Alltag der Stadt erfüllt sich für ihn kein Wunder. Er nimmt sich zwar vor, seine Beziehung zu Bella zu ordnen, aber entdeckt hinter der Mauer nicht die Verheißung der Legende.

### Hermanns Lebenspatience – Akzeptanz und Meditation
Hermann offenbart sich im Laufe der Handlung, auch für Ludwig, immer mehr als Held des Romans. Er ist in seiner Schlichtheit des Gemüts der ruhende Pol und das traditionelle Gegengewicht zur modernen, sich ständig wandelnden Gesellschaft. Ludwigs verlorene Naivität versucht er zu ersetzen durch eine magisch-pragmatisch gemischte Lebenshaltung und die Ablösung des Traums vom irdischen Paradies durch den Glauben an ein transzendentes.
Anfangs ist Ludwigs Beziehung zu seinen Eltern und seinem älteren Bruder noch angespannt. Dieser ist in seiner Weltfremdheit ein Sonderling und empfindet jede Arbeitsstelle nach kurzer Zeit als unerträglich und beendet nach Abbrüchen bei Studium, Gärtner- und Goldschmiedelehre und Beschäftigungen bei der Post und in einem Altersheim nun auch die Anstellung in der Buchhandlung Frau Müller-Sevets, um die Pflege des Vaters zu unterstützen. Auf das Verständnis der Mutter für den heiteren und bescheidenen kindlichen Bruder reagiert Ludwig oft mit „Eifersuchtsanfällen“ und schließt sich so aus dem Kreis der Familie aus.
Durch die letzte Krankheitsphase des Vaters kommen die Brüder mehr ins Gespräch. Ludwig entdeckt in Hermann einen einfachen hilfsbereiten Menschen mit festen christlichen Grundsätzen, der für sich einen Weg zu einem zufriedenen Leben gefunden hat und sich nicht durch gesellschaftliche Meinungen und Moden, aber auch nicht durch Reformtheologen irritieren lässt. Seine Weisheit besteht darin, dass er nicht ständig nach wissenschaftlich-rationalen Erklärungen sucht, sondern sich dem rituellen Ablauf der Messe, den unverstandenen Texten überlässt, die für ihn wie die Musik durch Klang und Rhythmus magisch meditativ wirken. Im Leben sucht er nicht die Realisierung von Träumen und idealen Konstellationen, sondern vertrauensvolle gemeinschaftliche Handlungen. Ludwig dagegen hat in seinem Traum narzisstisch eine aus ihm, dem ersten Menschen, entstandene Gefährtin, gewissermaßen ein geklontes, auf ihn fixiertes Wesen, hervorgebracht und diesen Anspruch auf das Leben mit seiner Geliebte übertragen. Im Unterschied dazu betreiben in Hermanns Paradiesbild Adam und Eva außerhalb des Palmengartens, an dessen Rand, einen Gemüseladen. D. h., sie haben sich in der Welt mit ihren Mängeln gemeinsam eingerichtet. Die Auffassung, dass die Beziehung zu Bella Ehebruch ist, vertritt er auch nach Ludwigs Argumentation der veränderten Moralvorstellungen der Gesellschaft und der unglücklichen Bindung seiner Freundin an „ein[en] verantwortungsunfähigen, gefährlichen Strolch“. Zwar „[bietet Hermann] das Bild eines Menschen, der in der Redeschlacht besiegt ist, aber an seinen Überzeugungen festhält, ohne Waffen zu ihrer Verteidigung zu besitzen.“
Am Beispiel der Cochenilleläuse, eine Erinnerung an die Familienferien in der Provence, erklärt er dem Bruder sein Weltbild: „Ihre Welt in der Schote [ist] ihr Ein und Alles. Außerhalb davon [ist] nichts vorstellbar“. Sie [wissen] nicht, dass „diese einzig vorstellbare Welt nichts [ist] als die Krankheit eines Blattes […] dass das gesamte Schicksal einer solchen Cochenillekultur darin [besteht], dass aus den Leibern des Volkes ein bestimmter Farbstoff gewonnen [wird] […] ein klares feuriges Rot.“ Hermann wählt dieses Beispiel als Symbol einer geheimnisvollen transzendenten Welt, für Ludwig dagegen stellt es einen biologischen Prozess dar.

## Rezeption
In einem Zeitungsinterview mit Martin Mosebach aus dem Jahr 2007 wird die frühe Rezeptionsgeschichte dargestellt. Wie andere vor der Verleihung des Büchner-Preises veröffentlichten Werke nahm die Literaturkritik Eine lange Nacht kaum wahr oder kritisierte die Einstellung des Autors zur Tradition als „Rückwärtsgewandtheit“. Ähnliche Bewertungen findet man auch bei den späteren Publikationen im in dieser Frage gespaltenen Feuilleton.
Mosebach wendet sich gegen diese Ortsbestimmung, sie beruhe auf „Missverständnissen“, reaktionär sei er nicht politisch, sondern, im Sinne des kolumbianischen Philosophen und Aphoristikers Nicolás Gómez Dávila, in einem „Glauben an die Erbsünde, die Imperfektibilität des Menschen, die Unmöglichkeit, das Paradies auf Erden zu schaffen“, im Übrigen könnten sich „[r]eaktionäre und revolutionäre Standpunkte […] berühren“, wie bei Büchner.
Mit steigendem Bekanntheitsgrad würdigen Rezensionen zunehmend die Frankfurt-Romane als Hauptwerk, erkennen die sprachliche Virtuosität des „poeta doctus, […] schreibende[n] Denker[s], […] Kunstkritiker[s] von hohem Rang“ an, empfehlen „Eine lange Nacht“ als „formal raffinierten Bildungsroman“ und loben Mosebach als den zurzeit vielleicht bedeutendsten Vertreter des Gesellschaftsromans, der Themen wie Tradition und Fortschritt oder die Suche der Menschen nach kultureller Orientierung im Kontext unserer Zeit aufgreife und im Spektrum der deutschen Literatur unangepasst seine Position vertrete.